# Internační tábor Svatobořice

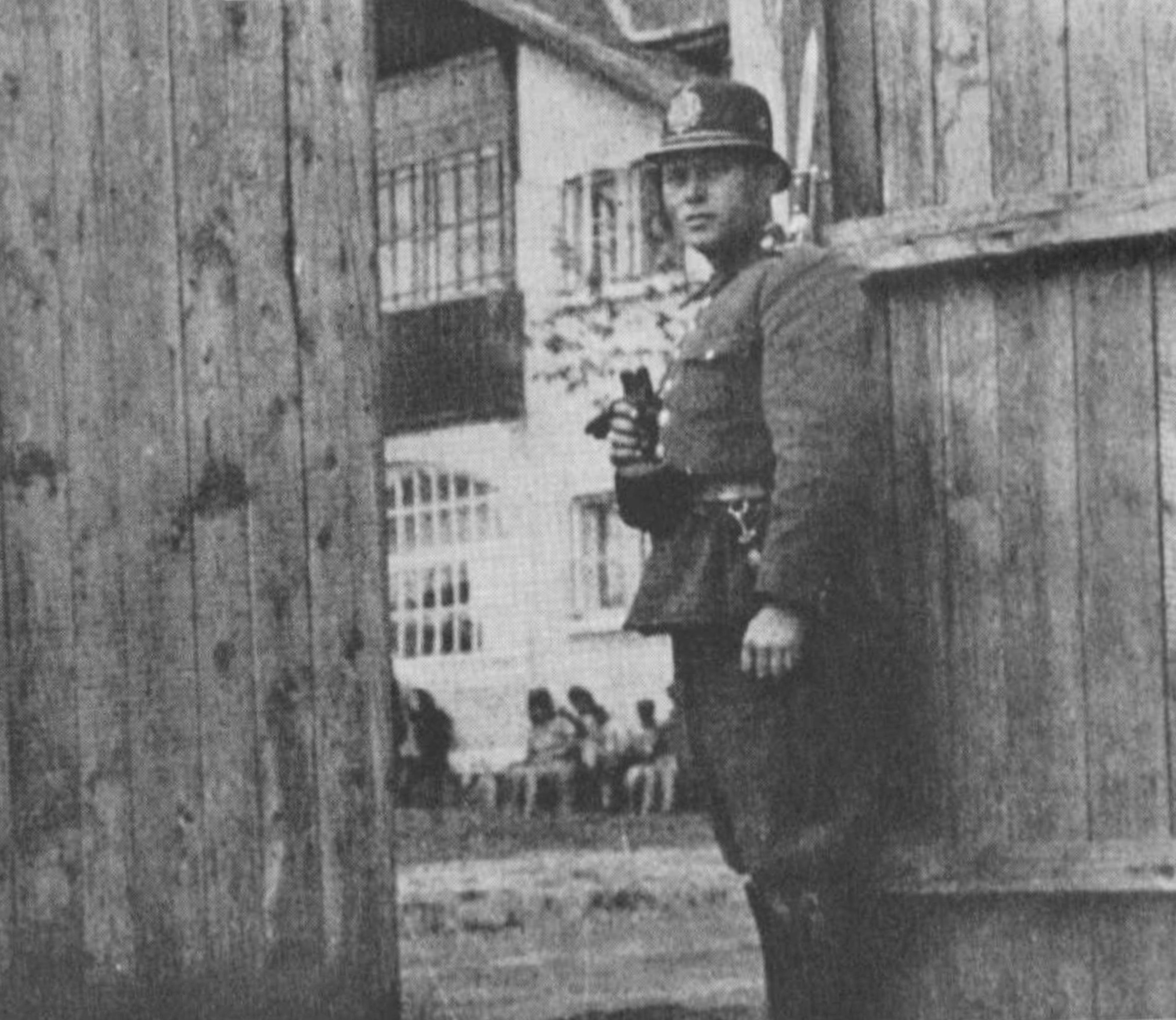
Vstupní brána do tábora střežená protektorátním četníkem

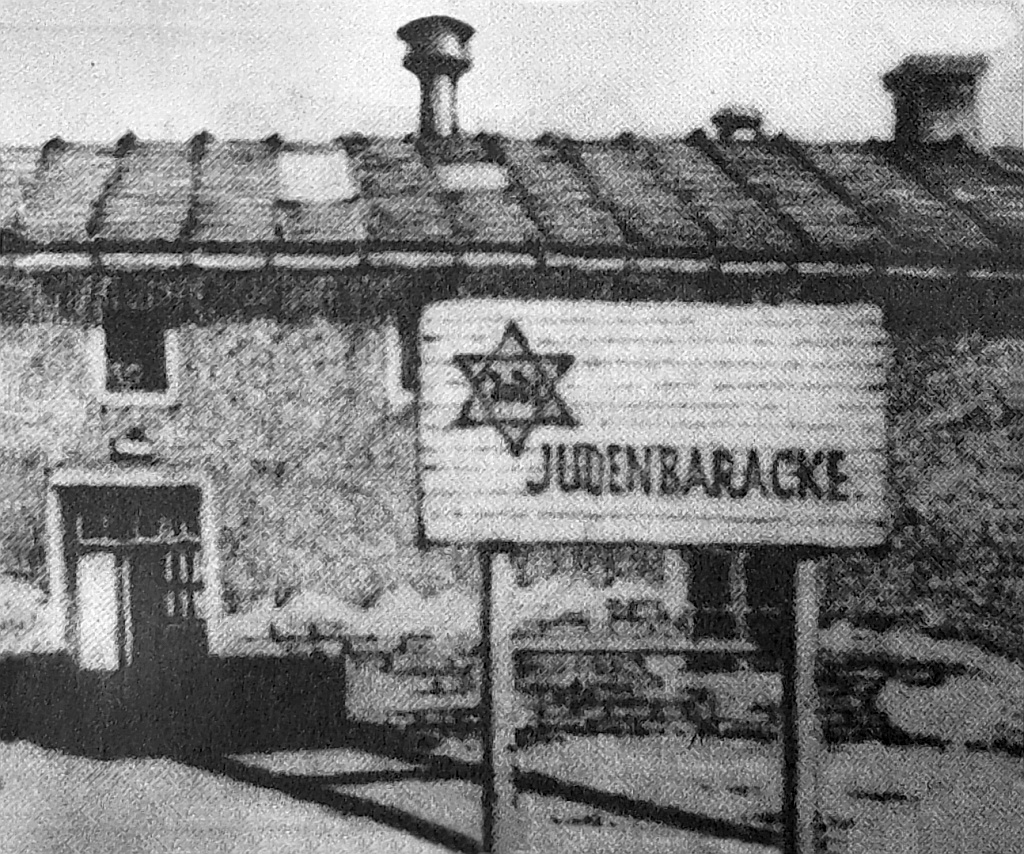
Označení prostoru pro ubikace Židů

Internační tábor Svatobořice byl založen vládou Rakouska-Uherska během první světové války jako tábor pro uprchlíky před ruskou frontou. V letech 1914–1920 jím prošlo více než 7 000 osob ukrajinské, rusínské, polské národnosti a židovského vyznání. Mezi válkami sloužil jako chudobinec a transitní tábor pro vystěhovalce ze Slovenska.
Od Mnichova 1938 byl používán jako internační tábor pro „osoby nespolehlivé pro stát“. V roce 1942 začal být používán pro příbuzné uprchlých Čechů. Oficiálně byl zřízen ve Svatobořicích internační tábor (Internierungslager Swatoborschitz Bez. Gaya). Bylo zatčeno 1 100 osob v Čechách a 800 na Moravě. V táboře byli internováni i židé, postupně převážení do jiných koncentračních lágrů na smrt.
Tábor byl sice střežen četnictvem, ale měl všechny atributy koncentračního tábora – čtyřmetrový plot s třemi vrstvami ostnatého drátu, strážní věže, světlomety a mučení. Za období internace prošlo lágrem kolem 3 500 vězňů. Byly zde vězněny i děti rodičů popravených za heydrichiády.

Historické snímky internačního tábora ve Svatobořicích
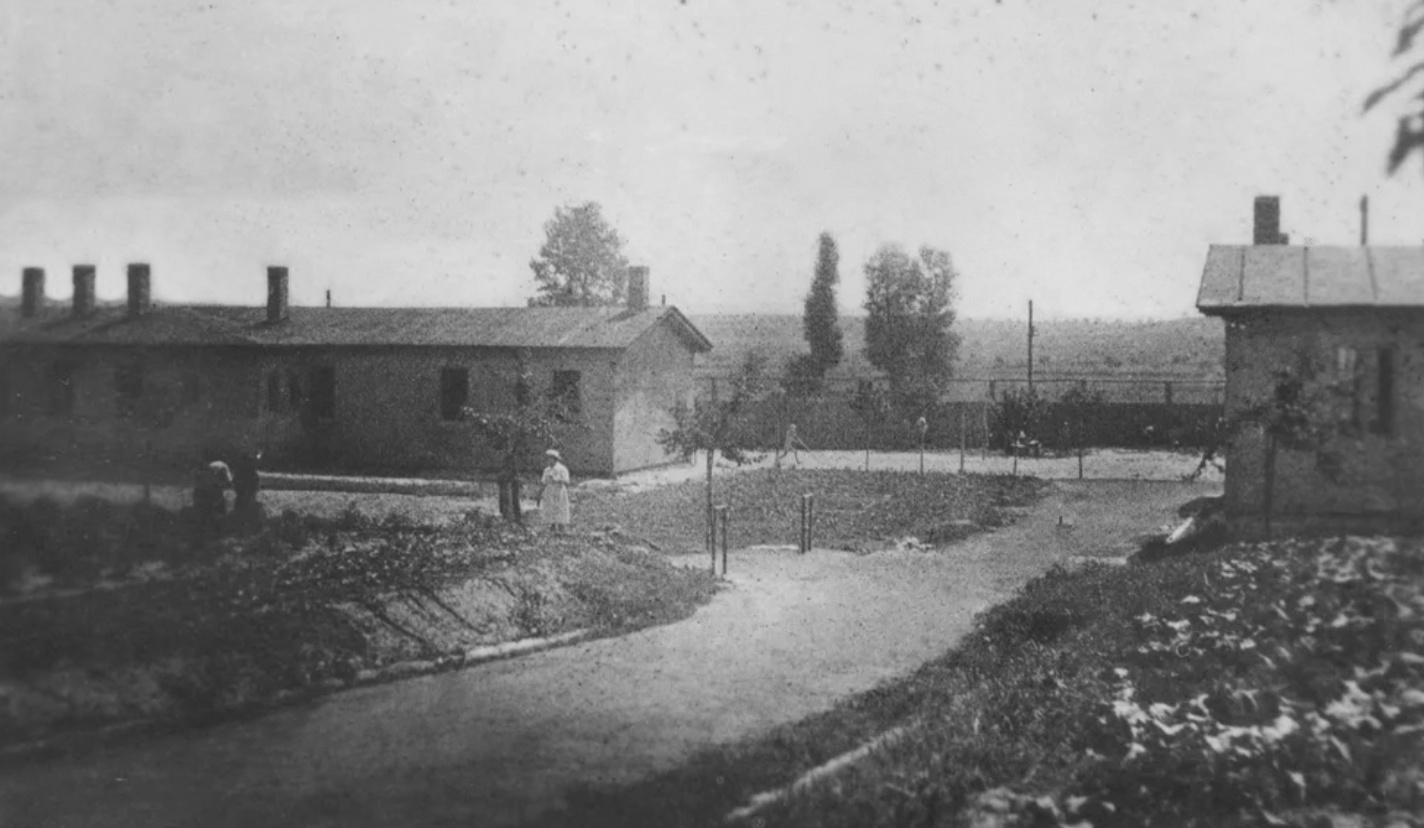
Záběr prostoru mezi lágrovými baráky
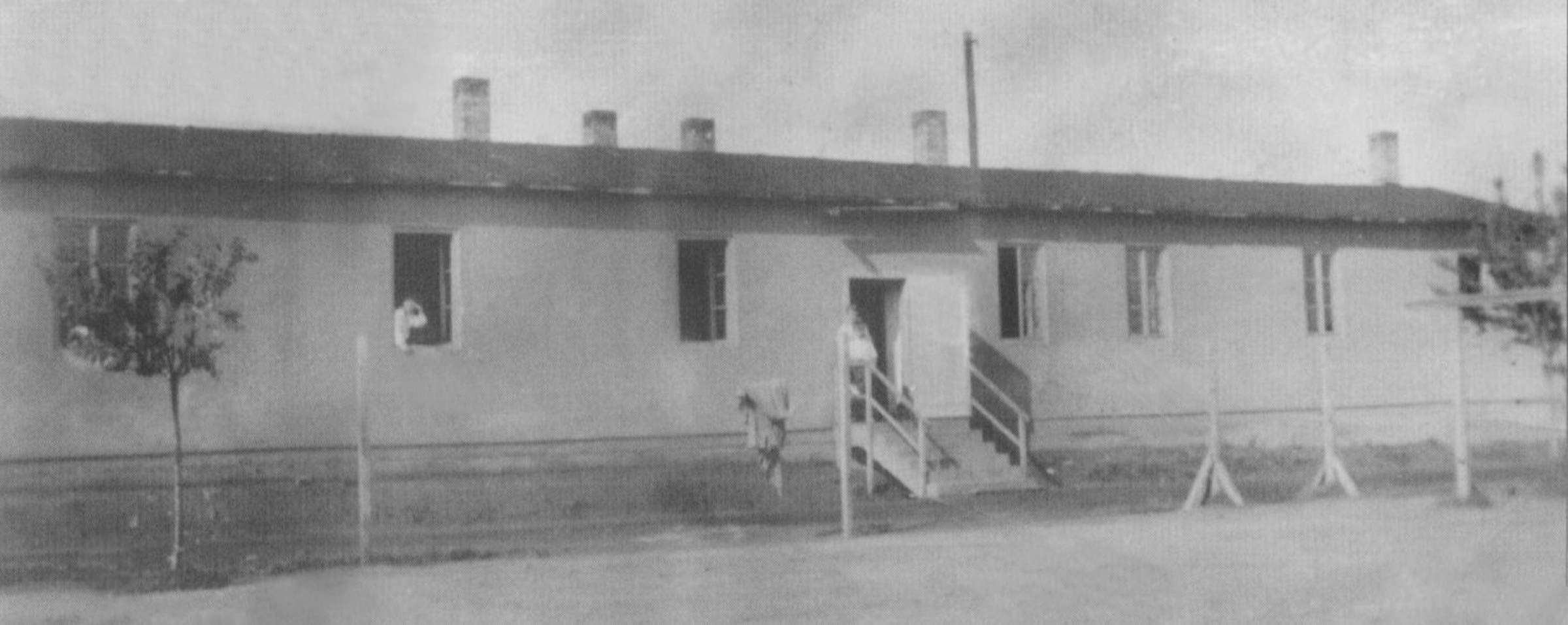
Lágrový barák
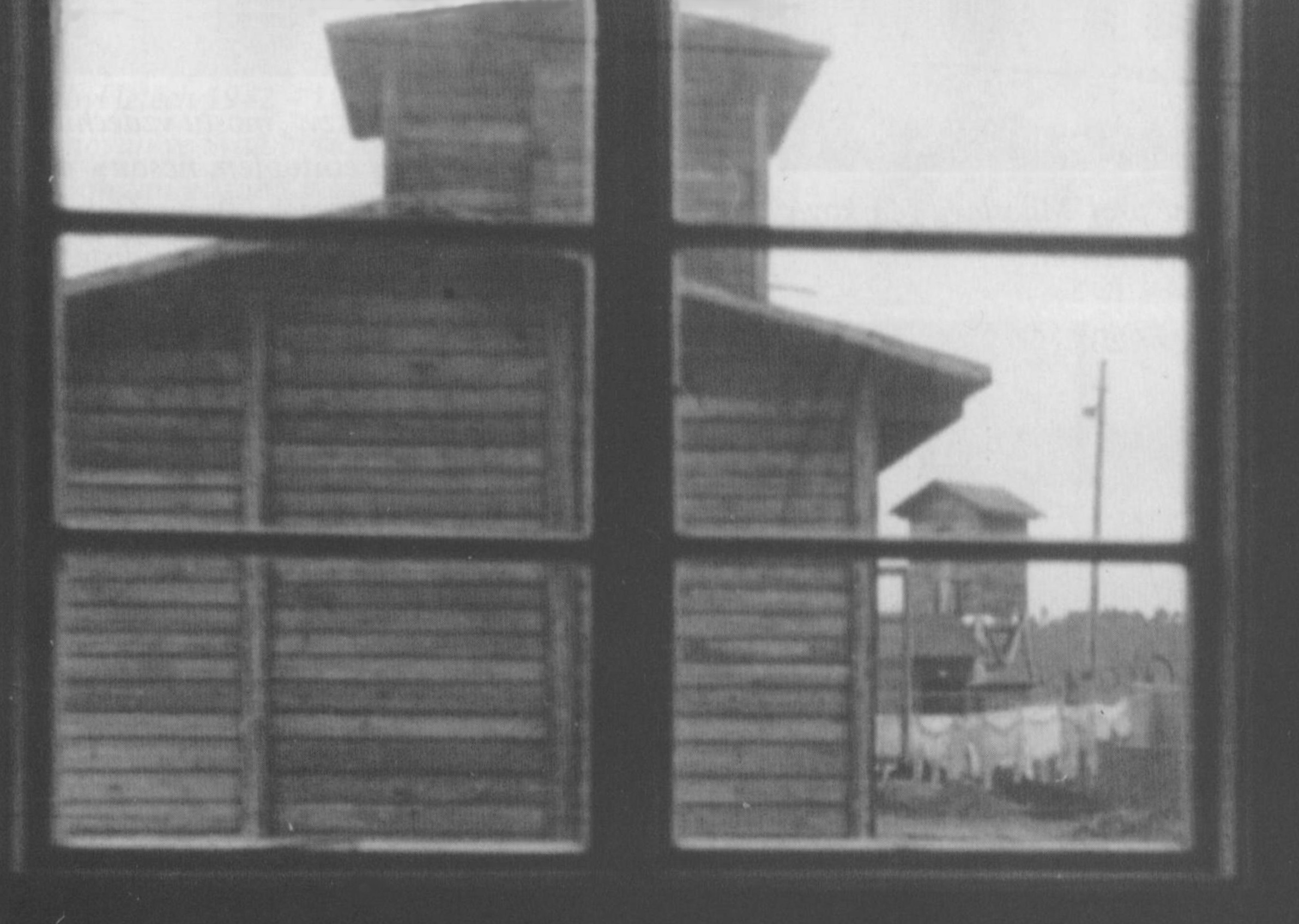
Strážní věž průhledem z okna lágrového baráku

Blížící se konec druhé světové války se odrazil i na dění v internačním táboře. Byla odstraněna tabule s německým názvem tábora umístěná nad jeho vstupem a byly vybudovány čtyři únikové východy pro vězně. Ty měly sloužit k útěku a jejich záchraně při případném napadení tábora. Poslední návštěva gestapa v táboře se uskutečnila 12. dubna 1945. Byla provedena evidence vězněných a většina jich byla propuštěna na svobodu. Asi 120 osob a děti z kyjovské školy byly gestapem vzaty jako rukojmí. Tyto osoby byly v několika transportech odvezeny vlakem do pracovního tábora v Plané nad Lužnicí, kde se dočkali osvobození a konce druhé světové války. Někteří internovaní ve Svatobořicích byli propuštěni na svobodu a část vězňů využila oslabené ostrahy svatobořického tábora a prostě uprchla.
V době, kdy Rudá armáda osvobodila Hodonín, rozhodl 12. dubna 1945 velitel tábora nadporučík Jan Schuster o evakuaci dětí, nemocných a starších lidí ze svatobořického internačního tábora. Děti byly na nejbližší dny přesunuty do nedaleké hospodářské školy v Kyjově. K rozpuštění internačního tábora ve Svatobořicích přistoupil jeho velitel 16. dubna 1945. Někteří vězni byli odvezeni do Plané nad Lužnicí, kam transport dojel 17. dubna 1945. Do Plané nad Lužnicí bylo přemístěno asi 200 osob, dospělých i dětí. Tábor v Plané byl v neutěšeném technickém stavu (rozvrzané palandy bez slamníků, štěnice, blechy a vši), voda byla do tábora dovážena koňmo v dřevěné cisterně. Funkci velitele četníků v táboře převzal nadporučík Jan Schuster, čímž ztratil vliv nad dalšími osudy internovaných osob. Tábor v Plané nad Lužnicí osvobodila 10. května 1945 Rudá armáda.
Demontáž internačního tábora pokračovala 18. dubna 1945, kdy se z lágru stáhl veškerý správní personál a tábor obsadily německé frontové jednotky. Jejich příslušníci provedli rabování (z ubikací a skladišť si odnášeli všeliké věci jako deky, různé náčiní apod.) a když se přiblížila fronta jednoduše zapálili správní budovy internačního tábora. Těsně za táborem byla 19. dubna 1945 utvořena Rudou armádou zákopová line. Tuto linii Němci ostřelovali po dobu devíti dnů. Během ostřelování byly jednotky Rudé armády vystřídány rumunským vojskem. I jeho příslušníci se věnovali rabování mnoha předmětů z tábora.
Místní národní výbor (MNV) ve Svatobořicích postavil (poté, co byl jeho zástupcům umožněn vstup do prostoru tábora) dne 2. května 1945 v táboře civilní hlídku složenou ze členů Revolučních gard (RG). Ta byla poté nahrazena orgány četnické stanice ve Svatobořicích. Okresní národní výbor v Kyjově dne 5. května 1945 pověřil člena stavební správy – vrchního technického komisaře od Zemského národního výboru – Ing. Medunu úkolem: zjistit možnost ubytování v táboře a zajistit provedení úprav pro ubytování osob v lágru.
Od 25. května 1945 se tábor přejmenoval a dále se označoval jako „Zajišťovací tábor ve Svatobořicích“. V první fázi existence tábora zde docházelo i k řadě násilností, které byly tolerovány i místními veliteli Rudé armády. Od 1. srpna 1945 spadal tábor pod pravomoc Zemského národního výboru v Brně. Táboru velel Jakub Svobodník až do jeho formální likvidace v říjnu roku 1946. Po osvobození Rudou armádou zde byli vězněni kolaboranti a němečtí zajatci. Internované osoby byly v táboře střeženy členy strážního oddílu Sboru národní bezpečnosti (SNB).
Dne 8. srpna 1946 došlo k formálnímu zrušení internačního a sběrného tábora pro Němce ve Svatobořicích. Ministerstvo zdravotnictví v objektu nadále provozovalo tábor pro přestárlé Němce. (Jednalo se o osoby, kteří nemohli být zařazeni do poválečného odsunu německého obyvatelstva.) Tábor pro přestárlé Němce byl definitivně zrušen v srpnu 1949. Do té doby zde zemřelo na stáří a různé nemoci minimálně 768 osob. V roce 1948 byl tábor vyprázdněn a sloužil pak přechodně pro Řeky, kteří přišli do Československa z Řecka v roce 1950.
Dne 7. října 2017 byly na místě tábora otevřeny památník a muzeum.